# Sillanpää-marschen
Sillanpää-marschen (finska Sillanpään marssilaulu) är en finländsk patriotisk sång, använd under andra världskriget som marschsång. Musiken är komponerad av Aimo Mustonen och texten skriven av Frans Eemil Sillanpää 1940. Texten är baserad på en dikt av Sillanpää från 1939.

## Bakgrund
I oktober 1939 inkallades finska män, bland dem Sillanpääs son, Esko, till extra repetitionsutbildning. Finska folket var i oro, då Juho Kusti Paasikivi och Väinö Tanner förhandlade i Moskva. Frans Emil Sillanpää, som då bodde i Tölö i Helsingfors, kunde höra de finska soldaterna marschera utanför hans fönster och sjunga Taavetti Pekkarinens Maailman Matti. Sillanpää bestämde sig då för att skriva och komponera en mer passande sång, varför han skrev Marssilaulu - Tervehdys pojalleni ylimääräisiin. Denna dikt publicerades också i Finland. Kapten Reino Palmroth, som då arbetade vid informationsavdelningen på generalstaben, läste igenom Sillanpääs dikt och fann den mycket intressant, då den beskrev känslorna hos det finska folket. Palmroth ringde då till Yleradion och bad om tio minuters tid att förklara sig. Han åberopade en kompositionstävling och en sådan genomfördes en vecka senare. I tävlingsjuryn ingick Palmroth, Sillanpää, överstelöjtnant Lauri Näre, doktor Sakari Pälsi och Maija Suova. Vinnaren blev den då för allmänheten okände Aimo Mustonen, som besegrade många välkända kompositörer. Den vinnande kompositionen namngavs efter textförfattaren Sillanpää och blev så Sillanpää-marschen. På så vis blev marschsången under hösten 1939 och under det resterande vinterkriget de finska truppernas marsch.
Ledningen för Finlands försvarsmakt uppskattade Sillanpääs marschsång, som ansågs ha en mental effekt på divisionerna. De ansåg även att sången var den mest populära inhemska marschen. Efter fortsättningskriget skapades en ny vänskapspolitik mellan Finland och Sovjetunionen, varför Sillanpääs marsch förbjöds att spelas i Yleradion. Detta har negativt påverkat bilden av Sillanpää, då sången handlar om ett kollektivt försvar gentemot Finlands östra granne.

## Inspelningar (urval)[1]
- Eugen Malmstén & Colubmia-orkesteri, 1940
- Suomen Valkoisen Kaartin soittokunta, 1940
- Eero Väre & Kristalli-orkesteri, 1940